# Lis Groes
Lis Groes, née le 2 novembre 1910 à Copenhague (Danemark) et morte le 12 mars 1974, est une femme politique danoise, membre des Sociaux-démocrates, ancienne ministre et ancienne députée au Parlement (le Folketing).

## Biographie
Lis Groes est diplômée en économie de l'université de Copenhague en 1935.